# Huaxiagnathus
Huaxiagnathus ("mandíbula xinesa") és un gènere representat per una única espècie de dinosaure teròpode compsognàtid, que va viure a mitjan període Cretaci, fa 120 milions d'anys, en l'Aptià, en el que avui és Àsia. El nom del gènere prové de la unió del vocable Mandarí Hua Xia, que significa Xina i del grec gnathus, que significa mandíbula. L'holotip de l'Huaxiagnathus (CAGS-IG-02-301) fou descobert en la Formació Yixian part del Grup Jehol, en la Vila Dabangou, aréa de Sihetun, prop de la ciutat de Beipiao, en l'oest de Liaoning, Xina. Aquest espècimen consisteix en un esquelet gairebé complet al com li falta l'extrem de la cua. Un segon espècimen (NGMC 98-5-003), de la mateixa formació, es va danyar durant els treballs de laboratori, quedant inutilitzat per a holotip.
Huaxiagnathus fou un petit depredador d'1,8 metre de llarg, d'igual manera és dels compsognàtids més grans, més llarg que Compsognathus i els espècimens més grans de Sinosauropteryx. Un analísis cladístic situa a Huaxiagnathus en la part inferior de Compsognathidae, a causa dels seus braços poc especialitzats.